# Estação Aeroport
Aeroport (em russo:  Аэропорт) é uma das estações da linha Zamoskvoretskaia (Linha 2) do Metro de Moscovo, na Rússia. Estação «Aeroport» está localizada entre as estações «Dínamo» e «Socol».